# دير باتل

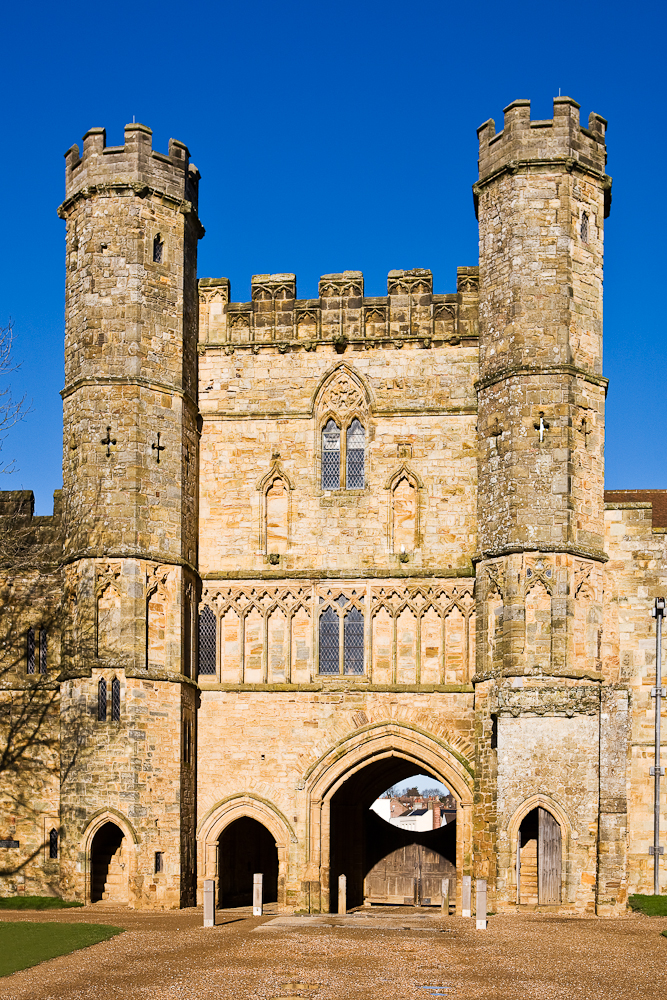
مدخل الدير

دير باتل هو دير للرهبنة البندكتية، مدمر جزئيًا، مخصص للقديس مارتين التوروزي، يقع في باتل [الإنجليزية] شرق ساسكس في إنجلترا. بني الدير في المكان الذي وقعت فيه معركة هاستنجز. وهو نصب تذكاري وموقع أثري مهم على الصعيد الوطني.
يدار هذا الموقع الأثري من قبل هيئة التراث الإنجليزي تحت اسم (1066 معركة هاستنجز، الدير وساحة المعركة)، ويشمل الموقع مباني الدير والآثار ويضم أيضا مركز للزوار مع فيلم ومعرض عن المعركة، وجولات صوتية لموقع ساحة المعركة، وبوابة الرهبان التي تحتوي على القطع الأثرية المستعادة. كما يضم المركز غرفة اكتشاف للأطفال ومقهى، وملعب في الهواء الطلق.
يُزعم أن نافذة الضوء الثلاثية التي تصور حياة القديس يوحنا وصلب يسوع قد زينت بنقوش يعود تاريخها إلى عام 1045، ولكنها أزيلت خلال عصر أوليفر كرومويل لحمايتها من الدمار. وفقًا للأسطورة، فقد أخفيت النافذة لسنوات عديدة قبل نقلها إلى تسمانيا وتركيبها في الطرف الشرقي لكنيسة بكلاند.